# Rio Cârgrea
O Rio Cârgrea é um rio da Romênia, afluente do Cungrea, localizado no distrito de Olt.